# Padang Alai
Padang Alai is een bestuurslaag in het regentschap Payakumbuh van de provincie West-Sumatra, Indonesië. Padang Alai telt 895 inwoners (volkstelling 2010).